# Pravidla vášně
Pravidla vášně (v originále The Rules of Attraction) je americko-německý hraný film z roku 2002, který režíroval Roger Avary podle stejnojmenného románu Breta Eastona Ellise z roku 1987.

## Děj
Lauren, Sean a Paul studují na Camden College v Nové Anglii. Sean si vydělává prodejem drog spolužákům. Pravidelně dostává milostné dopisy od anonymní obdivovatelky. Má podezření, že je to Lauren. Lauren je však zamilovaná do Victora, který je momentálně na cestě po Evropě. Paul je zamilovaný do Seana, který o muže nejeví zájem. Sean má po jednom z večírků sex s Laureninou spolubydlící Larou, načež obdrží poslední milostný dopis na rozloučenou. Dopisy však nebyly od Lauren, ale od neznámé dívky, která poté spáchala sebevraždu. Lauren po Victorově návratu z Evropy zjistí, že ji nemiluje, ani si ji už nepamatuje.

## Obsazení
| James Van Der Beek  | Sean Bateman   |
| Shannyn Sossamon    | Lauren Hynde   |
| Kip Pardue          | Victor Johnson |
| Jessica Bielová     | Lara Holleran  |
| Ian Somerhalder     | Paul Denton    |
| Clifton Collins Jr. | Rupert Guest   |
| Faye Dunawayová     | Eve Denton     |
| Thomas Ian Nicholas | Mitchell Allen |
| Fred Savage         | Marc           |
| Kate Bosworthová    | Kelly          |
| Colin Bain          | Donald         |
| Jay Baruchel        | Harry          |
| Clare Kramer        | Candice        |
| Eric Stoltz         | Lance Lawson   |

## Ocenění
- Mediální cena GLAAD (nominace)